# Aula inteligente
Las aulas inteligentes (en inglés Smart Classroom) son un tipo de aprendizaje basado en un entorno rico de nuevas tecnologías. Tienen un enfoque centrado en los estudiantes que les ayuda en su autoformación a través del uso de dispositivos y aplicaciones colaborativas. Para ello cuentan con componentes de hardware, como las pizarras interactivas, y de software, como el Sistema de tutoría inteligente (ITS).
En las aulas inteligentes se combinan distintos ambientes, tanto físicos como virtuales, para conseguir un entorno participativo y colaborativo dentro del contexto grupo clase en el que se haga uso de estas aulas para adaptar correctamente los recursos, materiales y metodologías, y a su vez, para que a través de ellas se desarrollen actividades útiles y pedagógicas para todo el alumnado, bajo la orientación de los maestros. En ellas, dicho alumnado obtiene una participación activa que estimula su creatividad y pensamiento crítico, lo cual desemboca en un aprendizaje significativo y autorregulado, junto con el desarrollo de la inteligencia y la formación en valores. Además este aprendizaje sucederá en mesas, conversaciones, ordenadores, etc., y fomentando al máximo las capacidades de todos los alumnos.
Muchas veces, las aulas inteligentes se relacionan de manera equivocada con las aulas tradicionales que incluyen todo tipo de materiales tecnológicos. Sin embargo, las aulas inteligentes superan esta concepción, presentando contenidos y herramientas que permitan un proceso de enseñanza-aprendizaje constructivo, y apoyando la elaboración de actividades de cualquier tipo.
Por lo tanto, un aula inteligente es un espacio en el que todos los alumnos pueden realizar de manera óptima la tarea que se les ha encomendado. Además, es necesario tener en cuenta que una aula inteligente no es aquella en la que únicamente se integran las tecnologías, sino que también es fundamental una distribución espacial que favorezca la colaboración de los alumnos y tenga en cuenta sus necesidades para que así estos puedan sentirse cómodos.

## Historia
Las aulas inteligentes aparecen con el nacimiento de las TIC y con el resurgir de la Tecnología 2.0. Estas se pueden llegar a entender como un derivado de las aulas abiertas, ya que contienen planteamientos arquitectónicos y pedagógicos, aunque se diferencian en que estas últimas le dan mayor importancia a la tecnología.  Por ello, se puede decir que nace por el empleo de las recientes apariciones educativas y su vínculo con la tecnología.
A lo largo de su corta existencia, el término “aulas inteligentes” ha sido definido como una comunidad de aprendizaje, cuya meta básica y principal es el desarrollo de la inteligencia y de los valores del alumnado; que organizan, crean y controlan su propio trabajo, bajo la guía y supervisión del profesorado, por medio de métodos pedagógicos diversificados y actividades reales y auténticas, siendo evaluados tanto por alumnos como por profesores, en un espacio multiuso abierto, tecnológicamente adaptado y planificado según los principios de la calidad educativa. Esta definición es la que más se acerca al concepto integrador que promueven las tendencias educativas del siglo XXI.

## Dimensiones
Una clase inteligente es un entorno virtual de aprendizaje que sucede cuando confluyen tres dimensiones:
- Dimensión ambiental: se refiere al diseño arquitectónico del aula, el cual debe ser ergonómico, flexible y cómodo (adaptados a las necesidades del usuario).[10] Requiere el uso de mobiliario especial, como lo son sillas y mesas con rodachines, que permitan fácil movimiento en los salones, favoreciendo actividades de tipo colaborativo.[11]

Se han establecido una serie de elementos clave a tener en cuenta:
1. La combinación de entorno, color y texturas que afectan a la concentración del educando.
2. La riqueza visual: cómo está decorada el aula, si está muy recargada o si tiene poca información visual.
3. La luz, la acústica y la temperatura son aspectos importantes cuando se diseña un ambiente de aprendizaje.
4. Y por último, el mobiliario y su disposición en el espacio.

- Dimensión digital: integra objetos digitales (tabletas,laptops, pizarra interactiva,software) posibilitando la participación de los alumnos y el desarrollo de sus capacidades[13] además, facilita la representación de contenidos abstractos, de una forma más vívida para el estudiante.

Los docentes tendrán que responsabilizarse de utilizarlos didácticamente y convertir el aula en un lugar de alfabetización digital, intentando reducir la brecha tecnológica entre los diferentes alumnos.
Es fundamental contar con conexión a Internet, de esta manera se pueden dar, por ejemplo, paneles, vídeo-conferencias o encuentros sincrónicos en tiempo real dentro de la clase, o también, búsqueda de recursos o uso de herramientas en línea.
- Dimensión pedagógica: en esta área se analiza la pedagogía que guía la práctica docente, así como aquellas elecciones para diseñar el espacio de aprendizaje.

Es el uso de metodologías que posibilitan un aprendizaje significativo y constructivo  como el aprendizaje cooperativo, el aprendizaje basado en proyectos y el aprendizaje personalizado.
La base pedagógica es el aspecto que fundamenta el uso adecuado de los elementos físicos y digitales disponibles, por lo cual, esta dimensión debe ser fortalecida en el personal docente, para que los recursos disponibles se aprovechen al máximo y permitan  innovación educativa.
Un diseño basado en la actividad de aprendizaje y en el bienestar del alumnado y del profesor o profesora, facilita la respuesta a la diversidad del aula.

## Principios de diseño
Toda aula inteligente guarda en común diez principios:
1. Flexibilidad. El espacio flexible permite desarrollar variadas dinámicas y actividades al mismo tiempo. Asimismo, se deben reorganizar dichos espacios en función a los contenidos del currículo (educación) y situaciones que se den en un momento determinado.[17]
2. Adaptabilidad. Ofrece una educación personalizada, teniendo en cuenta las necesidades de sus alumnos.
3. Confort. Hacer combinaciones de materiales, elementos y contextos ambientales para conseguir el bienestar físico y mental.
4. Multiplicidad. Dispone de variados recursos didácticos, permitiendo que el alumno sea el protagonista de su aprendizaje.
5. Conectividad. Es necesario una buena calidad de conexión de red en el espacio que se va a llevar a cabo el proceso de enseñanza-aprendizaje, para aprovechar al máximo las posibilidades de los instrumentos digitales y asegurar así la formación y el funcionamiento del equipo.[18]
6. Personalización. Proporcionar aspectos que permitan sentir el espacio como propio, dando a los estudiantes la oportunidad de personalizar el ambiente acorde a sus intereses.[17]
7. Organización. Cumple criterios en su organización para garantizar accesibilidad y adecuada utilización de materiales.
8. Apertura. Su estructura abierta al exterior facilita el aprendizaje significativo y un espacio acogedor.
9. Seguridad. Posibilita sensación de confianza y seguridad en el uso de los espacios y de los recursos.
10. Sostenibilidad. El diseño y la fabricación del espacio son respetuosos con el medio ambiente.

## Características
Las aulas inteligentes deben ser aulas más atractivas y presentar un diseño funcional.
Otras características de las aulas inteligentes son:
- Conversacionales: para que el alumnado esté capacitado para mantener una conversación de cualquier tema, el entorno debe apoyarlo.[21]
- Reflexivas: las aulas inteligentes tienen que facilitar la autoevaluación de los alumnos, estando fundamentadas en el progreso de estos.[21]
- Innovadoras: uso de tecnologías actualizadas y creativas.[21]
- Autoorganización: el espacio de aula debe dar la posibilidad de ser reorganizado según las necesidades que el alumno vaya presentando, desarrollando cada vez mejores modos de interacción y garantizando en todo momento el rendimiento de los alumnos.[21]
- Abundante tecnología: combinar ambientes de aprendizaje físicos y virtuales.[22]
- Aprendizaje abierto para brindar a los alumnos un auténtico contexto de aprendizaje. Esto puede estimular la motivación de los alumnos, alentar su creatividad y darles una experiencia práctica de aprendizaje.[23]
- Aprendizaje colaborativo: aprender en grupos mejora el alcance del aprendizaje y desarrolla el pensamiento crítico.[24]
- Respeto mutuo (docente-alumno; alumno-docente).[24]
- Evaluaciones basadas en el rendimiento: las evaluaciones basadas en el rendimiento se realizan mediante pruebas, cuestionarios y/o encuestas.[24]
- Centrado en el alumno: se anteponen los intereses y necesidades del alumnado.[24]
- De investigación educativa: que permita entrelazar el contenido, la pedagogía y la tecnología.[25]
- Son comunidades de aprendizaje en las que interviene toda la comunidad educativa.[25]

El espacio físico tiene que:
1. Disponer de mobiliario que facilite el trabajo en equipo e individual dentro del aula, así como fomentar la creatividad.
2. Integrar la tecnología en el aula y que esta sea funcional.

## Metodología
El enfoque de este paradigma educativo debe estar basado en metodologías pedagógicas innovadoras, que sean capaces de hacer un uso eficaz tanto del espacio (físico y virtual) como de las tecnologías empleadas en el nuevo modelo de aula, para lograr un aprendizaje eficiente y satisfactorio en el alumnado. De este modo, la metodología que debe implementarse se ha de caracterizar por:
- Desarrollar competencia digital para tratar la información de forma crítica e inteligente.
- Integrar las TIC en el currículo para facilitar la interacción entre los alumnos, la búsqueda de información y elaboración de producciones.[14]
- Desarrollar habilidades mediante el manejo de las tabletas y pizarras digitales.[27]
- Enriquecer el contenido académico.
- Promover la comunicación interactiva entre los alumnos de clase y otros para crear prácticas dinámicas.[28]
- Promover el desarrollo personal, pensamiento científico, espíritu emprendedor y responsabilidad de los alumnos mediante experiencias individuales y colectivas.[10]
- Desarrollar el pensamiento crítico con imágenes y vídeos para interpretar conceptos.
- Fomentar el uso eficaz y autónomo de recursos virtuales.
- Motivar al alumnado con juegos y actividades en línea.[24]
- Fomentar la coversación: la clase debe involucrar al alumnado en el diálogo.[10]
- Desarrollar metodologías pedagógicas activas, flexibles, dinámicas e innovadoras,[13] para llevarlas a cabo en el aula, tanto a nivel espacial como con las TIC.[10][25][29]
- Favorece el hecho de que los alumnos aprendan a pensar libremente, así como a actuar de forma ética.[14]
- Potencia las ganas de aprender en el alumno, la investigación[14] y el aprendizaje globalizado.[10]
- Se adapta a la diversidad del alumnado al tener en cuenta sus ritmos de aprendizaje, sus necesidades y sus intereses.[10]
- Favorece el aprendizaje constructivista, funcional y significativo partiendo de las ideas previas de los alumnos.[10]
- Llevar a cabo una metodología mediante monitorización, es decir, el docente observa activamente cómo trabajan sus alumnos para comprobar el desarrollo de cada uno de ellos.[10][25][29]
- Potenciar los procesos cognitivos del alumnado, enriqueciendo habilidades mentales relacionadas con el conocimiento.[10][25][29]
- Facilitar la transferencia de los aprendizajes, promoviendo la autorregulación, el desarrollo de la inteligencia y la formación de valores.[10][25][29]
- Fomentar el aprendizaje cooperativo y colaborativo, el aprendizaje basado en proyectos, aprendizaje autónomo, etc.[10][25][29]

Los métodos de enseñanza de las aulas abiertas se caracterizan por la pluralidad y la flexibilidad. La clave de la metodología instruccional del aula inteligente es usar en cada momento el método más efectivo. La especial disposición del aula inteligente posibilita introducir la enseñanza directa, el trabajo en grupos, el método socrático o la reflexión comparada.
No obstante, la metodología de enseñanza se caracteriza por garantizar:
- Una comunicación interactiva.
- El emprendimiento.
- La conversación.

## Evaluación
Debe tener en cuenta los fundamentos pedagógicos que sostienen una evaluación verídica en los entornos virtuales, las opciones de aprendizaje que se le muestran al alumnado, si la evaluación se puede realizar mediante las TIC y de qué manera enriquecen o empobrecen el aprendizaje. La evaluación adquiere múltiples formas, por ello se puede realizar con diferentes técnicas.
Se caracteriza por garantizar el aprendizaje del alumnado y rechazar la competición, comparación o exclusión. Tiene en cuenta el proceso y las habilidades, no solo en resultado; además es continua.  No obstante, también hay evaluaciones periódicas propuestas por el profesor.

## El aula inteligente y la educación para el desarrollo sostenible
Los Objetivos de Desarrollo Sostenible (ODS) acordados por la comunidad internacional en Naciones Unidas reconocen la importancia del contexto educativo a la hora del logro del conjunto de metas e indicadores que deberían lograrse para 2030. Es ahí donde la creación de entornos de aprendizaje, como el aula inteligente, que utilicen los recursos de manera eficiente ayudará a la consecución de esas metas y objetivos de futuro. Estos entornos de aprendizaje han de fomentar la sostenibilidad y el respeto hacia el medio ambiente a través de:
- Empleo eficiente de los medios tecnológicos del aula
- Acústica adaptada a los diferentes espacios
- Control inteligente de oxígeno y la calidad del aire
- Espacios eficientes en consumo energético
- Aprovechamiento de la iluminación natural combinada con algún sistema de control de iluminación
- Control de temperatura

## El aula inteligente y la educación inclusiva
La Educación Especial según el informe Warnock ha recorrido a lo largo de la historia un largo camino; pasando en primer lugar, por la segregación de las personas con algún tipo de discapacidad en instituciones y centros de Educación Especial, para más tarde apostar por la integración de aquellos alumnos con necesidades y con una respuesta educativa más individualizada, para al fin llegar a lo que acuñamos hoy en día como inclusión.
El aula inteligente surge como una alternativa a la educación tradicional, en la que se buscan opciones que permitan cambiar el modelo de enseñanza-aprendizaje. Este tipo de aulas permiten mejorar la calidad de la educación desde todos sus ámbitos sin excluir a ningún alumno o alumna, atendiendo a la diversidad del alumnado a través de una pedagogía inclusiva.
Un ejemplo de ello es la creación de aulas inteligentes para dar respuesta educativa al alumnado con superdotación intelectual. Estas aulas favorecen  los programas de enriquecimiento curricular ya que permiten la creación de agrupamientos flexibles, el trabajo según intereses o niveles de profundización.
Otro ejemplo podría ser el caso de un alumno ciego o con poca visión, que puede aprender junto con sus compañeros gracias a las herramientas de lectura mediante voz de las que podrá hacer uso en estas aulas. Sin embargo, en un aula tradicional, si no disponen de material en braille, será difícil que  siga el ritmo de aprendizaje.
En estas aulas se presenta la información de diversas maneras y se varían las metodologías empleadas en ellas, así como, también, se ofrecen diferentes formas de interacción con el medio y con el contenido, respetando el diseño universal de aprendizaje.
Además, permiten analizar el contexto en todo momento, el docente sabe qué mejorar y lo adapta a las características y necesidades de sus alumnos, prestando especial atención a aquellos que presentan necesidad específica de apoyo educativo.
Este aprendizaje sucederá en mesas, conversaciones, ordenadores, entre otros. Fomentando al máximo las capacidades de todos los alumnos y alumnas. Tanto docentes como estudiantes, podrán relacionarse mediante un ordenador. Gracias a las TIC, se pueden construir grupos virtuales que ayudarán a aprender, relacionarse, discutir ideas, momentos y sentimientos. Para lograrlo, se debe tener en cuenta la interacción que se produce entre el uso de los nuevos recursos y las novedades que se pueden introducir en educación.
La Agencia Europea para el Desarrollo de la Educación Especial,  en su proyecto Tecnologías de la Información y la Comunicación para la Inclusión (ICT4I) identifica, a grandes rasgos, cuatro recomendaciones para que se garantice el uso de las TIC en las escuelas.
En relación con los beneficios que aportan el uso de TIC en alumnado con diversidad funcional, siguiendo la obra existente de Barroso y Cabero (2013), podemos extraer los siguientes:
- Facilitan el acceso a la información.
- Favorecen la autonomía e independencia de los estudiantes.
- Ayudan a la adaptación del entorno y ritmos de aprendizaje.
- Diseño de enseñanza-aprendizaje individualizado.
- Mayor adquisición de competencias, actitudes y capacidades.
- Favorece la evaluación del estudiante.

## Aprendizaje de áreas específicas
Las aulas inteligentes en asignaturas como matemáticas y ciencias garantizan un acceso más directo a la información; sesiones más dinámicas; desarrollan la curiosidad… En el área del lenguaje se ven mejorados aspectos como la comprensión lectora.

## Rol del docente
El papel del profesor cambia en relación con el aula tradicional, ya que planifica unidades didácticas, atiende las necesidades y características del alumnado, así como también los guía en su aprendizaje.
En cada una de las aulas inteligentes existe un equipo de profesores que ayudan a los alumnos en todo momento. Su trabajo comienza con la planificación de las unidades curriculares y el diagnóstico de las características de sus alumnos.
- Mayor satisfacción.

Por ello, las nuevas competencias que los docentes necesitan desarrollar en estas innovadoras aulas son las siguientes:
- Capacidad de planificar el trabajo.
- Competencia comunicativa.
- Habilidad de trabajo cooperativo.
- Uso significativo de las TIC.
- Capacidad de actualizarse.
- Estimula a los alumnos[19] y despierta la curiosidad.[14]
- Enseña a aprender.[19]
- Actúa como mediador.[13]
- Detecta puntos fuertes y débiles.[25]
- Favorece la personalización del aprendizaje.[25]
- Presenta tareas originales y activa los conocimientos previos.[25]
- Diseña situaciones nuevas de aprendizaje.[25]
- Es creativo, innovador e investigador.[25]
- Modela la capacidad formativa de las tecnologías.[45]
- Orienta y facilita el aprendizaje del alumno.[45]
- Ofrece herramientas coherentes en relación con las actividades propuestas.[45]
- Coordina y potencia la participación, la interacción y la colaboración entre los alumnos.[45]
- Coordina y facilita la mejora de la calidad en los procesos de enseñanza y aprendizaje del alumnado.[46]
- Actúa como gestor de aprendizaje en los procesos de búsqueda en la red.[46]

## Rol del alumno
El rol del alumno también cambia, adquiriendo un papel activo al ser el principal creador de su propio aprendizaje:
- Organiza sus tareas diarias.
- Aplica los conocimientos en el día a día.
- Evalúa su propia experiencia de aprendizaje.
- Analiza todo aquello que le rodea.[14]
- Toma decisiones por sí mismos.[14]
- Aprende a autorregular su comportamiento.[25]
- Trabaja en equipo dentro de una comunidad de aprendizaje.[25]
- Participa en múltiples escenarios didácticos utilizando las TIC.[25]
- Desarrolla la capacidad de comunicación oral y escrita.[25]
- Implicarse de forma activa comprometiéndose con su propio proceso de  aprendizaje.[48]
- Adquiere nuevos conocimientos gracias al uso de sistemas abiertos que favorecen el establecimiento de interacciones virtuales y conexiones.[48]
- Es el mediador de su aprendizaje[2]
- Es el responsable de su nivel de motivación y de la dirección y nivel de profundidad que va a llevar a cabo cada día en sus tareas.[2]

Por tanto, la clase inteligente aporta numerosos beneficios a los alumnos:
- Aumenta su motivación intrínseca, favorece el trabajo colaborativo y promueve la socialización.
- Fomenta la creatividad y autonomía al tener la posibilidad de revisar virtualmente las clases.
- Las pizarras digitales facilitan la comprensión de contenidos con vídeos e imágenes.
- Da lugar a un aprendizaje: visual, auditivo, oral, escrito.
- Facilita que el alumnado sea más innovador.
- Despierta su interés por la ciencia y la tecnología
- Promueve acceder a la información de manera instantánea, a través de Internet.

## Rol de las familias
Las familias son un elemento imprescindible de la comunidad educativa, por lo que es de vital importancia su implicación en las aulas inteligentes, que puede ser mediante:
- Las TIC traen nuevas perspectivas para informar e implicar a la familia en la trayectoria escolar de los menores.[2]
- La participación, a través de mensajería grupal.
- El poder de decisión en el aprendizaje de sus hijos (control parental).
- La familiarización con el uso de las TIC.
- Las TIC favorecen la relación entre la familia, escuela y la comunidad educativa[2]
- Comunicación entre los integrantes de la comunidad escolar a través de recursos como Correo electrónico, Redes sociales, o Gestor de contenidos (LCMS) familia-escuela, Grupo privado de Facebook.[52]

## Dinámicas del aprendizaje en el aula inteligente

### Dinámicas vinculadas al estado mental del estudiante
- Aumento de la motivación, concentración y atención.[2]

### Dinámicas vinculadas al proceso de enseñanza
- Aumento del aprendizaje centrado en el estudiante y de la creatividad.[2]
- Mayor comprensión de los contenidos, de la curva de aprendizaje y del proceso de aprendizaje colaborativo.[2]

### Dinámicas vinculadas a la entrega del estudiante al proceso de aprendizaje
- Mejora de la atención y de la interactividad.[2]

## Otros actores que intervienen en el aula inteligente

### Psicólogos/Pedagogos
El psicólogo ayuda y apoya al alumnado en su proceso de enseñanza y adaptación al medio que lo rodea. Además, interviene en el desarrollo y evaluación del programa educativo encargándose de:
- Que exista una comunicación y convivencia cordial en el aula.
- Realiza la orientación y diagnóstico de las habilidades y capacidades del alumnado.
- Orienta sobre la elección del material didáctico que se utilice en el aula.

### Departamento técnico (TIC)
Es el responsable de revisar y adecuar de manera eficiente el aula inteligente, realizando un correcto mantenimiento y la aplicación de metodologías y conocimientos TIC.  Sus funciones son:
- Actualiza el sistema informático.
- Gestiona internet.
- Ejecuta las políticas en el servicio de internet y la red de datos.
- Instalación del software.
- Bloquea páginas de internet que no sean de uso educativo.
- Busca nuevas metodologías, recursos y herramientas que aplicar.

## Ventajas y desventajas

### Ventajas
Algunos autores hablan del beneficio de este tipo de aulas. A continuación se pueden observar las siguientes ventajas:
- Acceso a información en línea: permite al alumnado acceder a los recursos abiertos y a distintas fuentes de información.
- Flexibilidad y conectividad en diferentes ubicaciones: permite que los alumnos se puedan conectar desde diferentes sitios, y en diferentes horarios.
- Cambio en el rol del docente: pasa de ser un mero transmisor de la información, a un profesional que orienta y ayuda al alumnado.
- Mejor comprensión por parte de los alumnos debido al cambio de experiencias y dinamismo del aula.
- Reduce la brecha urbano / rural al igualar los accesos en todos los ambientes.
- Innumerables recursos para hacer que el aprendizaje sea más divertido y efectivo.
- Cambia la forma de impartir conocimiento debido a simplificación del proceso de aprendizaje.
- Respetuoso con el medio ambiente por dispensar contenidos impresos, fotografías y registros escritos.
- Optimización del tiempo del docente y alumnado.[54]
- Mejores condiciones para el desarrollo del aprendizaje.[55]
- Adquisición de criterios más ricos y tolerantes ante la gran diversidad cultural.[56]
- El profesor/a siempre está disponible, ofreciendo posibilidades diversificadas de tutorías.[56]
- Aumento de la atención, de la motivación y de la participación del alumnado y el profesorado.[56]
- Facilita la comprensión de los contenidos, el aprendizaje y el logro de los objetivos, fomentando así el pensamiento creativo y constructivo.[56]
- Conjunto de medios que ofrecen distintas posibilidades que las diferentes en un aula tradicional.[57]
- Aprendizaje flexivo.[57]
- Entorno de trabajo más cómodo.[57]
- Uso de herramientas modernizadas y dinámicas.[57]
- La rapidez con la que se desarrolla el aprendizaje.[57]
- Primer medio de comunicación bidireccional. Receptor se convierte en emisor y viceversa.[57]
- Facilidad de acceso a la información (ya que está en red), accedemos más rápidos y de mayor calidad.[57]
- Accesibilidad global del aprendizaje en cualquier momento y lugar.[57]
- Facilitador de comunicación.[57]
- Nacen las comunidades virtuales (debates, chats, correos electrónicos, agendas comunes…).[57]
- Mayor trabajo colaborativo en la ejecución de tareas.[58]
- Evitan que el docente realice prácticas educativas repetitivas.[39]
- Aumento del aprendizaje individualizado.[39]
- Educación en valores.[39]

### Desventajas
En cambio, estos autores comentan una serie de desventajas, como pueden ser:
- Algunos enlaces, página web o informaciones que aparecen en Internet no son apropiadas, o no están bien contrastadas.
- Limita las interacciones con los demás cara a cara, lo que provoca escasa interacción social, así como diálogos rígidos.[39]
- No todos los alumnos tienen acceso a los mismos recursos tecnológicos.
- Elevado coste de la implementación de las nuevas tecnologías
- Aumenta las posibilidades de que los alumnos no creen sus respuestas, buscando respuestas prontas en los medios digitales y provocando situaciones de menor esfuerzo. Esto facilitará la realización de actividades incompletas y superficiales.[39]
- Aumento de la mano de obra en la planificación de lecciones y contenidos.
- Disminución de la interacción social fuera de los ambientes virtuales.
- Aumenta las posibilidades de ciberacoso, aislamiento y ansiedad en algunos alumnos.[39]
- Distracción con otros contenidos y herramientas digitales durante procesos de pesquisa.
- No todos los alumnos tienen acceso a los mismos recursos TIC, lo que provoca una “brecha digital” entre ellos.[56]
- Falta de formación por parte del profesorado en las nuevas metodologías.[56]
- Los cambios tecnológicos van muy rápido y en ocasiones, los docentes y alumnos no pueden seguir el ritmo del avance digital.[56]
- Necesidad de mayor dedicación por parte del docente a la preparación de contenido.[56]
- Problemas con la conectividad, averías del software u ordenadores.[56]
- No hay desplazamientos de profesores ni del alumnado en el proceso educativo.[57]
- Se necesita un mantenimiento de los equipos empleados de forma periódica donde se revisen actualizaciones, así como la protección antivirus.[59]
- Necesidad de realizar descansos intermedios debido al uso constante de la tecnología, ya que podrían aparecer daños visuales y, por consiguiente, requerimiento de gafas.[59]

## La evaluación en aulas inteligentes
Se trata de una evaluación para aprender, no para excluir ni comparar. Se realiza por medio de contextos múltiples o del portfolio, y se evalúan no solo los conocimientos, sino también los procesos y habilidades.
La evaluación es realizada por el propio alumnado, pero también hay evaluaciones periódicas previamente anunciadas por el docente. Así mismo, los propios alumnos/as se pueden auto evaluar mediante programas informatizados. Siempre sin olvidar la evaluación de su propia capacidad de aprendizaje. De esta forma el alumnado aprende a conducir su aprendizaje, aprende a aprender.

## Diferencia entre las aulas inteligentes y las tradicionales
En el aula inteligente, a diferencia de la tradicional, las paredes de las clases se eliminan, para hacer un mejor uso del espacio que tenemos disponible. Así los alumnos se relacionan más con su contexto y con sus iguales, usando las TIC como recurso principal. 
Así, en estas aulas, adquieren el conocimiento a través de materiales audiovisuales, creando de esta forma un aprendizaje que se adapta a sus necesidades, siendo significativo y, sobre todo, experiencial. Para ello se llevan a cabo nuevas metodologías pedagógicas. Algunos de los reportes obtenidos son:
- Mejora de los estudiantes en determinados ámbitos (matemáticas, ciencias y comunicación).
- Mayor trabajo colaborativo.
- Desarrollo de capacidades ciudadanas.

Otra diferencia, es que en las clases inteligentes puede existir la presencia a la vez de varios docentes (codocencia) que tengan diferentes técnicas, habilidades e implementen la organización del grupo clase. Los docentes tienen la labor de mentorazgo, en la que tienen que guiar al alumnado a lo largo del descubrimiento y experimentación de lo que es aprender. Esto en un aula tradicional no se puede observar, ya que cada profesor/a da su clase de forma individual, lo que niega la posibilidad de enriquecer el conocimiento en este contexto.
El alumno del AI participa activamente en su aprendizaje y planifica sus tareas diariamente. De manera personal es el responsable de su nivel de motivación y organización temporal. Aspectos que no se contemplan en el aula tradicional.
En contraposición a las clases tradicionales, las aulas de esta era digital son flexibles y polivalentes, adaptándose a las necesidades educativas y procurando el bienestar de los estudiantes.

## Diferencia con open classroom
Las open classroom, utilizadas desde los años 60, hacen referencia a aulas con una distribución diferente, donde el mobiliario cede el espacio central al alumnado, quedando subordinado a los distintos usos que de él se quieran hacer en función de las necesidades de cada momento.
Con esta distribución se busca fortalecer el concepto de comunidad de aprendizaje ya que favorece un aprendizaje colaborativo y personalizado. 
Una smart classroom, sería la versión del siglo XXI de este concepto, ya que los planteamientos arquitectónicos y pedagógicos son prácticamente iguales, pero con una mayor inclusión de la tecnología.

## Smart Classroom y aprendizaje colaborativo
El aprendizaje colaborativo da lugar a la participación activa de los estudiantes, donde tienen la oportunidad de participar y aprender del resto. Las aulas colaborativas tienen las siguientes cuatro características generales.
- Compartir conocimientos: El profesor comparte el conocimiento, sus experiencias personales, el lenguaje, las estrategias y la cultura.
- Capacidad para compartir: El maestro anima a compartir a su alumnado los conocimientos. Se promueve el respeto y la comprensión.
- Mediación: Los profesores son mediadores que ajustan la información. Un buen manejo de la información ayuda a los estudiantes a conectar nueva información a sus experiencias y al aprendizaje en otras áreas.
- Heterogeneidad: Aprendizaje mucho más rico y enriquecedor gracias al alumnado heterogéneo.

## Recursos
Los recursos digitales ofrecen nuevas oportunidades en los procesos de enseñanza y aprendizaje al incorporar la imagen, el sonido e interactividad convirtiéndose en importantes fuentes de información y aprendizaje para atender a las necesidades de los estudiantes.
Los recursos digitales son herramientas indispensables en el aula inteligente ya que:
1. Despiertan la motivación de los alumnos ofreciéndole nuevas formas de presentación multimedia, formatos animados y tutoriales para ilustrar procedimientos, videos y material audiovisual.
2. Proporcionan una mejor comprensión de información al alumno.
3. Ayudan a ejercitar las habilidades de aprendizaje y a desarrollarlas.
4. Facilitan a los docentes la evaluación del nivel de aprendizaje que cada estudiante posee ya que cada recurso es utilizado teniendo en cuenta un objetivo específico.
5. Proporcionan una mejor interacción de alumnado- docente.

Entre los recursos necesarios para abordar una clase inteligente es necesario el uso de:
- Almacenamiento en nube: El almacenamiento en nube es un medio muy útil para el trabajo del día a día en el aula que permite administrar eficientemente archivos dando acceso a información de manera remota mediante el uso de Internet.[69]
- Inteligencia artificial (IA) Las máquinas desarrollan la capacidad de aprender, razonar, percibir, deliberar y decidir lógicamente sobre los hechos.[70]
- Tecnología: pizarra interactiva, libro electrónico, ordenadores, tableta, impresora 3D, equipo de videoconferencias.[28]
- Conectividad: Internet, audio, vídeo, punto de acceso wifi.[71]
- Multimedia educativa: programas educativos que facilitan el aprendizaje y la adquisición del conocimientos de diferentes materias.[72]
- Recursos audiovisuales: el vídeo y televisión digital, los videojuegos y procesos de gamificación, realidad aumentada.

## La realidad aumentada en las clases inteligentes
La realidad aumentada es un recurso tecnológico que se utiliza en los procedimientos de enseñanza-aprendizaje en las aulas inteligentes. Esta herramienta mejora la actividad formativa con la información que, de manera progresiva, se aporta al contexto.
Así, compensa algunas de las deficiencias que se dan en las clases inteligentes, como son:
- La imposibilidad de hacer ensayos reales por el elevado coste que puede ocasionar adquirir los dispositivos que se necesitan para los mismos.
- Problemas para llevar a cabo actividades difíciles o que supongan un riesgo por las dificultades que pueden ocasionar.
- Dificultad para visualizar en un breve período el resultado de ensayos que se producen con el paso del tiempo.

El valor más importante de la realidad aumentada en un aula inteligente, es por tanto la posibilidad de aprovechar las variedades de interpretaciones. Uno de los objetivos, es permitir al alumno interactuar con el mundo real. Se considera que la aplicación de la RA en un aula inteligente, tiene multitud de beneficios para el proceso de aprendizaje.
Para que tenga éxito dentro de un aula inteligente, se han de llevar a cabo aspectos como:
- Debe introducirse dentro de un contexto dado de la dinámica de aprendizaje.
- Situarse de manera invisible en el entorno.
- Desarrollarse en tiempo real.
- El contenido donde se usa la RA es importante para un proceso de enseñanza específico, según el objetivo pedagógico que se quiera conseguir.